# Le Buveur d'absinthe
Cet article possède un paronyme, voir Le Buveur.
Le Buveur d'absinthe est un tableau réalisé par le peintre Édouard Manet entre 1858 et 1859. 
Cette toile est considérée comme la première œuvre originale de l'artiste, à l'époque dans sa vingt-sixième année. 

## Description
Il s'agit d'un portrait en pied mettant en scène, dans des dominantes de marron, gris et noir, Collardet, un chiffonnier qui fréquentait à l'époque les environs du Louvre. 
Le style nettement réaliste et prosaïque de la toile constitue symboliquement une véritable rupture avec la formation reçue par Manet chez son ancien maître, Thomas Couture. On note par ailleurs la forte influence de la peinture espagnole, en particulier de Vélasquez et de son Ménippe. Il est possible que cette œuvre tire son thème du poème Le Vin des chiffonniers (1857) de Charles Baudelaire. On retrouve ce personnage dans une peinture ultérieure de Manet, un portrait de groupe appelé Le Vieux Musicien (1862).
La facture audacieuse de cette œuvre acheva de convaincre Baudelaire du talent de son jeune ami et consomma la rupture de ce dernier avec Couture.

## Histoire
Manet présenta cette toile pour la première fois en 1859 au jury du Salon : seul Eugène Delacroix vota en sa faveur. La toile fut donc refusée.
Elle est enfin montrée à l'exposition universelle de 1867 (Paris) : le dernier quart du tableau a été caché aux yeux du public par le peintre. Après 1867 et avant 1872, l'analyse de la peinture a prouvé que le verre d'absinthe, situé à gauche, est un rajout du peintre.
La toile fut vendue pour la première fois en 1872 au galeriste Paul Durand-Ruel. En 1906, elle fut acquise par le chanteur d'opéra Jean-Baptiste Faure. En 1914, c'est la Ny Carlsberg Glyptotek qui finit par l'acquérir pour ses collections.